# Hits by George
Albums de George Jones
We Found Heaven Right Here on Earth at "4033"
(1966) Walk Through This World with Me
(1967)
Hits by George est une compilation de l'artiste américain de musique country George Jones. Cet album est sorti en 1967 sur le label Musicor Records.

## Liste des pistes
| No  | Titre                       | Durée |
| --- | --------------------------- | ----- |
| 1.  | White Lightning             | 2:35  |
| 2.  | Accidentally on Purpose     | 2:36  |
| 3.  | Talk to Me Lonesome Heart   | 2:37  |
| 4.  | Window Up Above             | 2:40  |
| 5.  | Tender Years                | 2:15  |
| 6.  | When My Heart Hurts No More | 2:37  |
| 7.  | Poor Man's Riches           | 2:00  |
| 8.  | Time Lock                   | 2:30  |
| 9.  | Treasure of Love            | 2:18  |
| 10. | She Thinks I Still Care     | 2:45  |

## Positions dans les charts
Album – Billboard (Amérique du nord)
| Année | Chart          | Position |
| ----- | -------------- | -------- |
| 1967  | Albums country | 9        |